# Csaba Horváth (kanovaarder)
Csaba Horváth (Boedapest, 7 april 1971) was een Hongaars, kanovaarder.
Horváth won in 1996 olympisch goud in de C-2 over 500 meter en brons in de C-2 1000 meter samen met György Kolonics. Horváth behaalde meer successen op de wereldkampioenschappen met dertien wereldtitels waaronder 5 titels op olympische onderdelen.

## Belangrijkste resultaten

### Olympische Zomerspelen
| Editie | Plaats  | Resultaten         |
| ------ | ------- | ------------------ |
| 1996   | Atlanta | C-2 500m C-2 1000m |

### Wereldkampioenschappen vlakwater
| Jaar | Plaats      | Resultaten                                            |
| ---- | ----------- | ----------------------------------------------------- |
| 1993 | Kopenhagen  | C-2 500 m · C-4 1000 m                                |
| 1994 | Mexico-stad | C-4 1000 m · C-2 200 m · C-2 500 m · C-4 200 m        |
| 1995 | Duisburg    | C-2 200m · C-2 500m · C-2 1000m · C-4 200m · C-4 500m |
| 1997 | Dartmouth   | C-2 500m · C-4 500m · C-2 1000 m · C-4 200 m          |
| 1998 | Szeged      | C-2 500m · C-4 500m · C-4 1000m                       |
| 1999 | Milaan      | C-4 1000 m                                            |

1976: Sergej Petrenko & Aleksandr Vinogradov ·
1980: László Foltán & István Vaskuti ·
1984: Matija Ljubek & Mirko Nišović ·
1988: Nicolae Juravschi & Viktor Reneiski ·
1992: Dmitri Dovgalenok & Aleksandr Maseikov ·
1996: Csaba Horváth & György Kolonics ·
2000: Ferenc Novák & Imre Pulai ·
2004: Meng Guanliang & Yang Wenjun ·
2008: Meng Guanliang & Yang Wenjun ·
2024: Liu Hao & Ji Bowen